# Internierungslager in Frankreich
Die Liste der Internierungslager in Frankreich bietet einen Überblick über die Internierungslager, die ab dem Ende des Spanischen Bürgerkriegs und dann in der Folge des Ausbruchs des Zweiten Weltkriegs von den französischen Behörden eingerichtet wurden – von denen der Dritten Republik ebenso wie von denen des Vichy-Regimes. Flüchtlinge aus dem Spanischen Bürgerkrieg waren die ersten, die in den frühen Camps de Concentration zusammengefasst wurden. Ihnen folgten ab September 1939 unerwünschte Ausländer, vorrangig deutsche und österreichische Emigranten, die in Frankreich Schutz gesucht hatten. Unter dem Vichy-Regime verschärfte sich die Internierungspraxis, und so gesellten sich in den Lagern zu den unerwünschten Ausländern bald auch unerwünschte Franzosen: vom Vichy-Regime als Gegner angesehene Personen (Kommunisten, Sozialisten, Gewerkschafter), aufgrund ihrer Lebensweise und Kultur verdächtige Menschen (Sinti und Roma), Leute, die verdächtigt wurden, Schwarzmarktgeschäfte zu betreiben, und schließlich französische Juden. Für viele dieser Menschen waren diese Lager die erste Station auf ihrem Weg in die deutschen Konzentrations- und Vernichtungslager.
Viele der bis 1944 errichteten Internierungslager erfuhren eine Revitalisierung mit dem Ende des Indochinakriegs. Sie wurden Auffangstätten für die Menschen aus den asiatischen Kolonien Frankreichs, die für die Franzosen gekämpft, gearbeitet oder auch nur sympathisiert hatten, und denen durch den Abzug der Franzosen Verfolgung in ihren Heimatländern drohte. Ähnlich verhielt es sich knapp zehn Jahre später nach dem Ausbruch des Algerischen Unabhängigkeitskriegs. Einige der noch erhaltenen Lager dienten zuerst der Internierung von Unterstützern der Front de Libération Nationale (FLN), dann, nach der Unterzeichnung der Verträge von Évian, der Unterbringung der für Frankreich tätigen algerischen Hilfskräfte und ihrer Familien, den Harkis.
Zur Information über das System der Internierungslager siehe:

## Vorbemerkungen zur Liste der Internierungslager
Die nachfolgende Tabelle enthält – Stand Februar 2024 – knapp 290 Orte, an denen sich Internierungslager befunden haben. Alle diese Lager befanden sich im französischen Mutterland; die Lager insbesondere in Tunesien, Algerien und Marokko sind noch nicht enthalten, ebenfalls nicht die Lager in Indochina. Ungeklärt ist auch die Zahl der Lager. In einem Artikel über das Internierungslager in Reillanne ist von 500 Lagern in der Südzone die Rede, während die AJPN auf ihrer Homepage 1.226 Orte der Internierung aufführt. Eine Zusammenfassung der in den unten in den Quellen 1–4 und 6–8 erwähnten Internierungsorte führt zu etwa 800 Lagern; im vergleichbaren Artikel in der französischen Wikipedia werden etwa 260 Lager aufgeführt. Ein Problem ist zudem, dass in den Quellen 1–4 meist nur der Ortsname und die Lagerart genannt werden, selten aber weiterführende Hinweise. In den Publikationen von Eggers und Peschanski wiederum stehen nicht die einzelnen Lager im Zentrum der Darstellung, sondern das Lagersystem. Konkrete Lager tauchen dann meistens nur zur Illustration bestimmter Sachverhalte auf, während kompakte Lagerbeschreibungen eher die Ausnahme sind.
Wie schwierig der Überblick über die komplette Anzahl der Lager ist, verdeutlicht die für die Tabelle nicht mehr ausgewertete Publikation von Guy Marchot et al.: Les indésirables français et étrangers les camps d'internés civils : 1939-1946. Sie umfasst drei Bände, die alle 2022 (bislang nur in französischer Sprache) erschienen sind. Während im Klappentext von Band 1 von 1.700 Internierungslagern für 650.000 Zivilisten in Frankreich und in den Kolonien während des Zweiten Weltkriegs die Rede ist, spricht der Klappentext von Band 2 bereits von 2.350 Internierungslagern. Von diesen 2.350 Lagern befanden sich 203 laut dem Klappentext von Band 3 in den Kolonien, vom Maghreb bis nach Tahiti. Drei Viertel dieser 203 Lager sollen sich in Nordafrika befunden haben, und davon wiederum 81 in Algerien.
In der nachfolgenden Tabelle werden nur vereinzelt die Frontstammlager aufgeführt, in denen die deutsche Wehrmacht vor allem Soldaten der französischen Kolonialtruppen internierte. Zu diesen Lagern und der hinter ihnen stehenden rassistischen Ideologie existiert bereits ein eigener Artikel.

## Internierungslager im französischen Mutterland
Die in der Kopfzeile der nachfolgenden Tabelle benutzten Abkürzungen stehen für:
- CRE = Centre de Rassemblement des Etrangers – Sammelstelle für Ausländer
- CSS = Centre de sejour surveille – Zentrum für überwachten Aufenthalt[3]
- CTE = Compagnie de Travailleurs Étrangers – Fremdarbeiterkompanie. Umgangssprachlich auch Compagnie de prestataires (Dienstleister-Kompanien) genannt.
- GTE = Groupe de Travailleurs Étrangers – Fremdarbeitergruppe. Die GTEs waren unter dem Vichy-Regime die Nachfolgeorganisationen der CTE.

| Region                     | Département             | Ort                             | Lager | Bürgerkriegs-flüchtlinge aus Spanien | CRE | CSS | Politische Internierte | Jüdische Internierte | „Nomaden-Lager“ | CTE/GTE | Quellen: siehe unten         |
| -------------------------- | ----------------------- | ------------------------------- | --- | --- | --- | --- | --- | --- | --- | --- | ---------------------------- |
| Occitanie                  | Hérault                 | Agde                            | Internierungslager Camp d’Agde | X | CRE | CSS | | | X | CTE/GTE | 1, 2, 3, 4, 6, 7, 8, 9       |
| Île-de-France              | Val d’Oise              | Aincourt                        | Internierungslager im Sanatorium Aincourt | | | CSS | X | X | X | | 1, 2, 3, 4, 6, 8, 9          |
| Provence-Alpes-Côte d’Azur | Bouches-du-Rhône        | Aix-en-Provence                 | Camp des Milles | | | | | X | | | 1, 2, 3, 4, 6, 7, 8, 9       |
| Occitanie                  | Tarn                    | Albi                            | Camp de la Viscose | | CRE | | | | | GTE 311 (Gruppe 3) | 1, 2, 3, 4, 6, 7             |
| Nouvelle-Aquitaine         | Corrèze                 | Altillac                        | Château du Doux | | | | | X | | | 5                            |
| Auvergne-Rhône-Alpes       | Ain                     | Ambérieu-en-Bugey               | Ambérieu in der Zeit des Vichy-Regimes | | | | | | | GTE128 (Gruppe 5) | 5, 6                         |
| Hauts-de-France            | Pas-de-Calais           | Ambleteuse                      | Camp d’Ambleteuse | | CRE | | | | | | 1, 3, 4, 5, 7, 8             |
| Occitanie                  | Pyrénées-Orientales     | Amélie-les-Bains                | Internierungslager für spanische Bürgerkriegsflüchtlinge | X | | | | | | | 2, 5, 7, 8                   |
| Grand-Est                  | Moselle                 | Amnéville                       | Camp d’Amnéville: Zu diesem Camp liegen keine weiteren Informationen vor. | | CRE | | | | | | 1, 4, 5                      |
| Nouvelle-Aquitaine         | Charente                | Angoulême                       | Internierungslager Les Alliers und Camp La Combe aux Loups im benachbarten Ruelle-sur-Touvre | X | | | | | X | | 1, 3, 4, 5, 8                |
| Provence-Alpes-Côte d’Azur | Alpes-Maritimes         | Antibes                         | Fort Carré: Das Lager war von 1939 bis 1940 in Betrieb; seine Insassen wurden in das Camp des Milles verlegt. | | CRE | | | | | | 1, 2, 3, 4, 6, 7             |
| Auvergne-Rhône-Alpes       | Drôme                   | Arandon                         | Internierungslager Arandon | X | CRE | | | X | | | 1, 2, 3, 4, 5, 6, 8          |
| Bourgogne-Franche-Comté    | Doubs                   | Arc-et-Senans                   | Das Internierungslager in der Saline royal | | CRE | | | | X | | 1, 3, 4, 8, X                |
| Occitanie                  | Pyrénées-Orientales     | Argelès-sur-Mer                 | Internierungslager Argelès-sur-Mer | X | CRE | | | X | X | | 1, 2, 3, 4, 5, 6, 7, 8, 9, X |
| Normandie                  | Orne                    | Argentan                        | Keine weiteren Details bekannt | | CRE | | | | | | 1, 3, 4                      |
| Île-de-France              | Val d’Oise              | Argenteuil                      | Keine weiteren Details bekannt, außer dem Hinweis von Peschanski (S. 783), dass sich im Dezember 1944 noch 22 Internierte in Argenteuil befunden hätten. | | CRE | | | | | | 1, 3, 4, 8                   |
| Auvergne-Rhône-Alpes       | Puy de Dôme             | Arlanc                          | Schloss Mons | X | | | X | | | | X                            |
| Provence-Alpes-Côte d’Azur | Bouches-du-Rhône        | Arles, Ortsteil Saliers         | Internierungslager Camp de Saliers | | | CSS | | | X | | 2, 4, 6, 7, 8, X             |
| Languedoc-Roussillon       | Pyrénées-Orientales     | Arles-sur-Tech                  | Lager für Flüchtlinge aus dem Spanischen Bürgerkrieg | X | CRE | | | | | | 6, 7                         |
| Bourgogne-Franche-Comté    | Côte-d’Or               | Asnières-lès-Dijon              | Camp du Fort-Brulé | | | | | | | | 2                            |
| Provence-Alpes-Côte d’Azur | Hautes-Alpes            | Aspres-sur-Buëch                | Internierungslager in Aspres-sur-Buëch | X | | | | | | GTE 78 (Gruppe 4) | 1, 2, 3, 4, 5, 6             |
| Normandie                  | Orne                    | Athis-de-l’Orne                 | Internierungslager Athis | | CRE | | | | | | 4, 5, 7, 8                   |
| Bretagne                   | Finistère               | Audierne                        | Internierungslager Audierne | | CRE | | | | | | 1, 2, 3, 4, 5, 6             |
| Île-de-France              | Yvlines                 | Auffargis                       | Die Ferme de Saint-Benoît | | | | X | | | |                              |
| Auvergne-Rhône-Alpes       | Savoie                  | Aussois                         | Fort Vittorio-Emmanuele. Dieses Lager wurde von der italienischen Besatzungsmacht in dem von ihr okkupierten Teil Frankreichs betrieben. | | | | | | | |                              |
| Centre-Val de Loire        | Indre-et-Loire          | Avon-les-Roches                 | Camp du Ruchard | | CRE | | | | | | 1, 3, 4, 5, X                |
| Centre-Val de Loire        | Cher                    | Avord                           | Keine weiteren Details bekannt | | CRE | | | | | | 1, 3, 4, 5, X                |
| Centre-Val de Loire        | Indre-et-Loire          | Avrillé-les-Ponceaux            | Camp de la Morellerie | | | CSS | X | | X | | 4, 5, 6                      |
| Île-de-France              | Val d’Oise              | Baillet-en-France               | Zwischen Erholungs- und Internierungslager: Schloss und Park von Baillet. Über die Existenz des Lagers hinausweisende Informationen liegen nicht vor. | | | CSS | X | | | | 5, 8, X                      |
| Grand-Est                  | Meuse                   | Bar-le-Duc                      | Bar-le-Duc während des Zweiten Weltkriegs | | CRE | | X | X | | | 3, 4, 5, 6, X                |
| Normandie                  | Manche                  | Barenton                        | Internierungslager für Nomades in Barenton | | | CSS | | | X | | 1, 3, 4, 5, 8                |
| Auvergne-Rhône-Alpes       | Drôme                   | Barraux                         | Internierungslager Fort-Barraux | | CRE | CSS | X | X | | | 1, 3, 4, 5, 6, 8             |
| Nouvelle-Aquitaine         | Gironde                 | Bassens                         | Internierungslager Camp Bassens | | CRE | | X | | | | 1, 2, 3, 4, 5, 7             |
| Nouvelle-Aquitaine         | Pyrénées-Atlantiques    | Bayonne                         | Internierungslager Camp Polo Beyris | X | | | X | | | X | X                            |
| Grand-Est                  | Vosges                  | Bazoilles-sur-Meuse             | Keine weiteren Details bekannt | | CRE | | | | | | 4, 5                         |
| Centre-Val de Loire        | Indre-et-Loire          | Beaumont-la-Ronce               | Camp de la Haute-Barde | | | CSS | | | | | 6                            |
| Centre-Val de Loire        | Loiret                  | Beaune-la-Rolande               | Internierungslager Beaune-la-Rolande | | | | | X | | | 1, 3, 5, 6, 7, 8             |
| Nouvelle-Aquitaine         | Dordogne                | Bellac                          | Bellac im Zweiten Weltkrieg. Das Lager in Bellac ist auch unter dem Namen Saint-Saveur oder Bellac-Saint-Saveur bekannt. | | | | | | | CTE/ GTE 313 (Gruppe 1) | 5, 6, 7                      |
| Centre-Val de Loire        | Cher                    | Bengy-sur-Craon                 | Internierungen in Bengy | X | CRE | | | | | | 3, 4, 5, 7, X                |
| Hauts-de-France            | Pas-de-Calais           | Béthune                         | Keine weiteren Details bekannt | | CRE | | | | | | 1, 3, 4                      |
| Nouvelle-Aquitaine         | Lot-et-Garonne          | Bias                            | Das Internierungs- und Flüchtlingslager Camp d’Astor war im Zusammenhang mit dem Bau der Poudrerie nationale de Sainte-Livrade-sur-Lot entstanden. | | | | | | | CTE/GTE |                              |
| Centre-Val de Loire        | Loir-et-Cher            | Blois                           | Internierungen in Blois | | CRE | | | | | | 1, 2, 3, 4, 5, 6, 7          |
| Nouvelle-Aquitaine         | Gironde                 | Bordeaux                        | Internierungslager in Bordeaux: Foyer des Emigrants | | | | X | | | | 2, X                         |
| Nouvelle-Aquitaine         | Gironde                 | Bordeaux                        | Fort du Hâ und Internierungslager in Bordeaux: Fort du Hâ | | | | X | | | | 6, X                         |
| Nouvelle-Aquitaine         | Gironde                 | Bordeaux                        | Internierungslager in Bordeaux: Boudet-Kaserne | | | | X | | | | X                            |
| Nouvelle-Aquitaine         | Gironde                 | Bordeaux                        | Internierungslager in Bordeaux: Die Synagoge’‘ | | | | | X | | | X                            |
| Auvergne-Rhône-Alpes       | Puy de Dôme             | Bourg-Lastic                    | Sammel- und Internierungslager Bourg-Lastic | | CRE | | | X | | | 1, 2, 3, 4, 5                |
| Centre-Val de Loire        | Cher                    | Bourges                         | Während von Annet nur ein Sammellager erwähnt wird, nennt die AJPN für die Zeit von 1939 bis Juni 1940 die Anwesenheit von zwei Fremdarbeiter-Kompanien (CTE). Detaillierte Hinweise liegen nicht vor. | | CRE | | | | | CTE 180, 186 | 1, 3, 4, 5, X                |
| Auvergne-Rhône-Alpes       | Drôme                   | Bourgoin-Jallieu                | Keine weiteren Details bekannt | | CRE | | | | | | 1, 3, 4, 5                   |
| Nouvelle-Aquitaine         | Deux-Sèvres             | Boussais                        | Internierungslager Boussais | | | | | | X | |                              |
| Occitanie                  | Aude                    | Bram                            | Camp du Pigné | X | | | | X | | CTE und mehrere GTE | 1, 3, 4, 5, 6, 7, 8, 9       |
| Provence-Alpes-Côte d’Azur | Alpes-de-Haute-Provence | Bras-d’Asse                     | Camp de Bras-d’Asse | | | C SS | | | | | 5                            |
| Occitanie                  | Tarn                    | Brens                           | Internierungslager Brens | | CRE | X | X | X | X | | 1, 3, 4, 5, 6, 7, 8          |
| Nouvelle-Aquitaine         | Charente                | Brie                            | Internierungslager La Braconne. Das riesige Waldgebiet Forêt de la Braconne, in dem sich das Lager befand gehört zu mehreren Gemarkungen umliegender Orte, weshalb das Lager sowohl mit dem Ort Brie, als auch mit Mornac in Verbindung gebracht wird. | | CRE | | | | | | 5, 6, X                      |
| Grand-Est                  | Meurthe-et-Moselle      | Briey                           | Centre Briey: Keine weiteren Informationen. | | CRE | | | | | | 1, 3, 4, 5                   |
| Nouvelle-Aquitaine         | Lot-et-Garonne          | Buzet-sur-Baïse                 | Geschichte des Lagers Buzulet: Die Insassen des vom Juni 1940 bis Februar 1941 existierenden CSS wurden am 4. Februar 1941 nach Saint-Germain-les-Belles verlegt. | | | CSS | X | | | | 5, X                         |
| Normandie                  | Orne                    | Carrouges                       | Keine weiteren Details bekannt | | CRE | | | | | | 1, 3, 4, 5                   |
| Occitanie                  | Gard                    | Cascaret (Gard)                 | Keine weiteren Details bekannt | | CRE | | | | | | 1, 3, 4, 5                   |
| Nouvelle-Aquitaine         | Lot-et-Garonne          | Casseneuil                      | In Casseneuil waren im Zusammenhang mit dem Bau der Poudrerie nationale de Sainte-Livrade-sur-Lot zwei Lager entstanden: - Camp de la Gare und - Camp de la Glaudoune | | | | | X | | CTE 125, 146 GTE 522, 523, 524 GTE 536 (Gruppe 7) | 1, 3, 4, 5, 6, 7             |
| Occitanie                  | Lot                     | Catus                           | Catus im Zweiten Weltkrieg | X | CRE | | | | | GTE 554 (Gruppe 7) | 1, 2, 3, 4, 5, 6, 7, 8       |
| Centre-Val de Loire        | Loiret                  | Cepoy                           | Internierungslager Cepoy | | CRE | | | | | | 1, 2, 3, 4, 5, 6, 7          |
| Centre-Val de Loire        | Loiret                  | Cerdon                          | Jüdische Internierte in Cerdon | | | | | X | | | X                            |
| Occitanie                  | Lozère                  | Chanac                          | Internierungslager Chanac | X | | | | | | GTE 321 | 5, 6, 7, 9                   |
| Pays-de-La Loire           | Vendée                  | Chantonnay                      | Keine weiteren Details bekannt | | CRE | | | | | | 1, 3, 4, 5                   |
| Pays-de-La Loire           | Loire-Atlantique        | Châteaubriant                   | Camp de Choisel | X | | CSS | X | | X | | 1, 3, 4, 5, 6, 8             |
| Auvergne-Rhône-Alpes       | Loire                   | Chazelles-sur-Lyon              | Keine weiteren Details bekannt | | CRE | | | | | | 1, 3, 4                      |
| Île-de-France              | Seine-et-Marne          | Chelles                         | Keine weiteren Details bekannt | | CRE | | | | | | 1, 3, 4                      |
| Occitanie                  | Hérault                 | Clermont-l’Hérault              | Flüchtlingshilfen und Internierungen in Clermont 1937–1945 | X | | | | | | GTE 8 (Gruppe 3) | 6                            |
| Occitanie                  | Pyrénées-Orientales     | Collioure                       | Camp Château Royal | X | | | | | | | 6, 7, X                      |
| Île-de-France              | Hauts-de-Seine          | Colombes                        | Internierungslager Stade Olympique Yves-du-Manoir | | CRE | | | | | | 2, 5, 7                      |
| Hauts-de-France            | Oise                    | Compiègne                       | Camp de Royallieu | | | | X | X | | | 3, 4, 5, 6, 7, 8             |
| Bretagne                   | Finistère               | Coray                           | ‘‘Nomaden-Lager’‘ Coray | | | | | | X | | 1, 3, 4, 5                   |
| Pays-de-La Loire           | Sarthe                  | Coudrecieux                     | Camp La Verrerie | | | | | | X | | 1, 3, 4, 5                   |
| Île-de-France              | Seine-et-Marne          | Courtry                         | Fort de Vaujours | | | CSS | | | | |                              |
| Occitanie                  | Hérault                 | Cruzy                           | AJPN erwähnt ohne weitere Hinweise ein Centre Sériège, das sich im Schloss Sériège befunden haben könnte. | | CRE | | | | | | 4, 5                         |
| Normandie                  | Orne                    | Damigny                         | Camp de Damigny | | CRE | | | | | | 1, 2, 3, 4, 5, 6, 7          |
| Normandie                  | Calvados                | Dampierre                       | Das Internierungslager für Deutsche und Österreicher bestand vermutlich in den Monaten Mai und Juni 1940. | | CRE | | | | | | 1, 3, 4, 6                   |
| Auvergne-Rhône-Alpes       | Rhône                   | Dardilly                        | Über das Internierungslager im „Fort du Paillet“ liegen keine weiterführenden Informationen vor. | | | | | X | | | 1, 3, 4, 5                   |
| Bourgogne-Franche-Comté    | Côte-d’Or               | Dijon                           | Internierungsorte in Dijon | | | | | | | | 5, 8                         |
| Auvergne-Rhône-Alpes       | Allier                  | Domérat                         | Camp du Fe de la Genebiere. Nach Eggers (S. 54) bestand dieses Lager für „Nicht-Prestataires“ von Februar bis März 1940 und diente somit der Unterbringung von Reichsdeutschen, die nicht dienstverpflichtet waren. | | CRE | | | | | | 1, 3, 4, 5, 7                |
| Normandie                  | Orne                    | Domfront                        | Keine weiteren Details bekannt | | CRE | | | | | | 1, 3, 4, 5                   |
| Centre-Val de Loire        | Indre                   | Douadic                         | Internierungslager Douadic | | CRE | CSS | | X | | | 4, 5, 6, 7                   |
| Hauts-de-France            | Somme                   | Doullens                        | Internierungslager Doullens | | | | X | X | | | 1, 2, 3, 4, 5, 6, 8          |
| Île-de-France              | Seine-Saint-Denis       | Drancy                          | Sammellager Drancy | | | | X | X | | | 1, 3, 4, 5, 7, 8             |
| Centre-Val de Loire        | Eure-et-Loir            | Dreux                           | Außer dem Hinweis, dass Internierte von hier in das Lager Tence verlegt worden seien, gibt es keine weiterführenden Informationen. | | CRE | | | | | | 1, 3, 4, 5                   |
| Grand-Est                  | Meurthe-et-Moselle      | Écrouves                        | Internierungslager Écrouves | | | CSS | X | X | | | 3, 4, 6, 8, X                |
| Hauts-de-France            | Pas-de-Calais           | Étaples                         | Laut AJPN kamen im September 1942 250 belgische Juden aus Lagern in Dannes und Camiers nach Étaples. Weitere Hinweise zu allen drei genannten Orten liegen nicht vor. | | CRE | | | | | | 1, 3, 4, 5                   |
| Normandie                  | Calvados                | Falaise                         | Das Lager bestand bis Dezember 1939 und diente der Unterbringung unerwünschter Ausländer: Deutsche und Österreicher. | | CRE | | | | | | 1, 3, 4, 6                   |
| Nouvelle-Aquitaine         | Dordogne                | Fanlac                          | Internierungslager Camp du Sablou | | | CSS | X | | | X |                              |
| Centre-Val de Loire        | Cher                    | Farges-en-Septaine              | Nach den France Archives handelte es sich um ein administratives Lager, in dem die Behörden Menschen ohne richterlichen Beschluss festhielten. | | CRE | | | | | | X                            |
| Centre-Val de Loire        | Loiret                  | Fleury-les-Aubrais              | In Fleury existierte kein Internierungslager, aber eine Einrichtung, die auf ungewöhnliche Weise zur Rettung Internierter beitrug: EPSM Georges Daumézon | | | | | | | |                              |
| Provence-Alpes-Côte d’Azur | Alpes de Haute-Provence | Forcalquier                     | Internierungslager La Simonette | | CRE | | | | | | 1, 4, 5, 7                   |
| Auvergne-Rhône-Alpes       | Savoie                  | Fourneaux                       | Es gibt verstreute Hinweise auf das Camp du Replat in einer ehemaligen Kaserne, die von der italienischen Besatzungsmacht für die Internierung von Widerständlern aus Nizza genutzt wurde. Weitergehende Hinweise existieren nicht. | | | | X | | | |                              |
| Pays-de-La Loire           | Sarthe                  | Fresnay-sur-Sarthe              | Keine weiteren Details bekannt | | CRE | | | | | | 1, 2, 3, 4, 5                |
| Normandie                  | Eure                    | Gaillon                         | Internierungslager im Schloss von Gaillon | X | | | X | | | | 1, 3, 4, 5, 6, 8             |
| Pays-de-La Loire           | Loire-Atlantique        | Gétigné                         | Das Sammellager Centre Grand Gaumier (auch Camp Du Grand-Saunier) soll sich auf einem alten Fabrikgelände befunden haben, das sich nahe dem Nachbarort Clisson befand. Weitere Hinweise sind nicht bekannt. | | CRE | | | | | | 1, 3, 4, 5                   |
| Centre-Val de Loire        | Loiret                  | Gondreville                     | In Verbindung mit dem Nachbarort Mignères wird das Lager auch als „Centre Mignères-Gondreville“ erwähnt. Weitere Hinweise liegen nicht vor. | | CRE | | | | | | 1, 3, 4, 5                   |
| Pays-de-La Loire           | Loire-Atlantique        | Gorges                          | Internierungslager Camp de Gorges | | CRE | | | | | | 5                            |
| Auvergne-Rhône-Alpes       | Isère                   | Grenoble                        | Palais de la houille blanche | X | | | | | | | 2, 3, 6                      |
| Pays-de-La Loire           | Mayenne                 | Grez-en-Bouère                  | Internierungslager für Sinti und Roma. Das Lager wurde nach kurzer Zeit wegen unhaltbarer Umstände aufgelöst und die Insassen nach Montsûrs (siehe unten) verbracht. | | | | | | X | | 5, 6                         |
| Bretagne                   | Morbihan                | Guer                            | Spanische Internierte in Coëtquidan | X | | | | | | | 1, 2, 3, 4, 5                |
| Nouvelle-Aquitaine         | Pyrénées-Atlantiques    | Gurs                            | Camp de Gurs | X | CRE | CSS | X | X | | GTE 182 | 1, 2, 3, 4, 5, 6, 7, 8, X    |
| Grand-Est                  | Vosges                  | Harchéchamp                     | Siehe Administratives Internierungslager Neufchâteau | | CRE | | | | | | 1, 3, 4, 5, 6                |
| Bourgogne-Franche-Comté    | Côte-d’Or               | Hauteville-lès-Dijon            | Internierungslager Fort d’Hauteville | | CRE | | X | X | | | 5, 6                         |
| Auvergne-Rhône-Alpes       | Ain                     | Hauteville-Lompnes              | Keine weiteren Details bekannt | | CRE | | | | | | 1, 3, 4, 5                   |
| Hauts-de-France            | Pas-de-Calais           | Hesdin                          | Keine weiteren Details bekannt | | CRE | | | | | | 1, 3, 4, 5                   |
| Auvergne-Rhône-Alpes       | Allier                  | Huriel                          | Internierungslager Huriel | | CRE | | | | | CTE | 1, 3, 4, 5, 6, 7, 8          |
| Centre-Val de Loire        | Loiret                  | Jargeau                         | Camp de Jargeau | | | | X | | X | | 1, 3, 4, 5, 6, 8             |
| Grand-Est                  | Meurthe-et-Moselle      | Jœuf                            | CSS Joeuf | | | CSS | | | | | X                            |
| Normandie                  | Orne                    | L’Épinay-le-Comte               | Keine weiteren Details bekannt | | CRE | | | | | | 1, 3, 4, 5                   |
| Okzitanien                 | Aveyron                 | La Cavalerie                    | Camp du Larzac | X | | | X | | | |                              |
| Provence-Alpes-Côte d’Azur | Bouches-du-Rhône        | La Ciotat                       | Zwangsarbeiter in La Ciotat | | | | | | | GTE 167 | 5, 7                         |
| Auvergne-Rhône-Alpes       | Loire                   | La Fouillouse                   | Keine weiteren Details bekannt | | CRE | | | | | | 1, 4, 5                      |
| Bourgogne-Franche-Comté    | Saône-et-Loire          | La Guiche                       | Internierungslager Camp-Sanatorium: Hier sollten Tuberkulosekranke aus anderen Internierungslagern geheilt werden. | | | | | | | | 1, 3, 4, 5, 7, 8             |
| Nouvelle-Aquitaine         | Haute-Vienne            | La Meyze                        | Internierungslager Camp de La Meyze | | | | | | | | 5, X                         |
| Pays-de-La Loire           | Vendée                  | La Roche-sur-Yon                | Centre La Roche-sur-Yon: Keine weiteren Informationen bekannt | | CRE | | | | | | 1, 3, 4, 5                   |
| Nouvelle-Aquitaine         | Charente-Maritime       | La Rochelle                     | Internierung und Zwangsarbeit in La Rochelle | X | | | X | X | | CTS | 1, 3, 5, 8                   |
| Occitanie                  | Pyrénées-Orientales     | Latour-de-Carol                 | Internierungslager Latour-de-Carol | X | | | | | | | 5, 6, 7                      |
| Bourgogne-Franche-Comté    | Yonne                   | Lalande                         | Keine weiteren Details bekannt | | | | | | | | 4, 5                         |
| Provence-Alpes-Côte d’Azur | Bouches-du-Rhône        | Lambesc                         | Camp d’internement Lambesc | | CRE | | | | | | 1, 2, 3, 4, 5, 6, 7          |
| Centre-Val de Loire        | Loir-et-Cher            | Lamotte-Beuvron                 | Internierungslager Sanatorium Les Pins | | | | | X | X | | 4, 5                         |
| Occitanie                  | Garde                   | Langlade                        | Internierungslager Langlade | | | CSS | X | | | CTE/ GTE 304 | 6, 7, 8                      |
| Occitanie                  | Hautes-Pyrénées         | Lannemezan                      | ‘‘Nomaden-Lager’‘ Lannemezan | | | | | | X | |                              |
| Auvergne-Rhône-Alpes       | Ardèche                 | Largentière                     | Internierungslager Largentière | | | | | | | | 2, 5                         |
| Occitanie                  | Pyrénées-Orientales     | Le Barcarès                     | Internierungslager Barcarès | X | CRE | | | | X | CTE GTE | 2, 3, 4, 5, 7, 8             |
| Occitanie                  | Pyrénées-Orientales     | Le Boulou                       | Internierungslager Le Boulou | X | | | | | | |                              |
| Provence-Alpes-Côte d’Azur | Alpes de Haute-Provence | Le Chaffaut                     | Internierungslager Le Chaffaut | | CRE | CSS | X | | | | 1, 3, 4, 5                   |
| Nouvelle-Aquitaine         | Dordogne                | Le Change                       | Im Schloss Le Roc und im benachbarten Saint-Pardoux-la-Rivière wurden im August 1942 172 Juden interniert und anschließend nach Auschwitz deportiert. | | | | | X | | | 5                            |
| Auvergne-Rhône-Alpes       | Ardèche                 | Le Cheylard                     | Lager Le Cheylard | | CRE | | X | X | | | 1, 3, 4, 5                   |
| Pays-de-La Loire           | Loire-Atlantique        | Le Croisic                      | Internierungsstätte Maison Beaucorps | | | CSS | X | | | |                              |
| Occitanie                  | Haute-Garonne           | Le Fauga                        | Munitionsfabrik und Internierungslager Le Fauga. Das Lager war Teil des Camp de Noé. | | CRE | | | | | | 1, 3, 4, 5, 7                |
| Occitanie                  | Lozère                  | Le Malzieu-Ville                | Keine weiteren Details bekannt | | CRE | | | | | | 1, 3, 4, 5                   |
| Occitanie                  | Ariège                  | Le Vernet                       | Internierungslager Le Vernet | X | CRE | | X | X | | | 1, 2, 3, 4, 5, 6, 7, 8       |
| Occitanie                  | Gard                    | Le Vigan                        | Keine weiteren Details bekannt | | CRE | | | | | | 4, 5                         |
| Nouvelle-Aquitaine         | Vienne                  | Le Vigeant                      | Camp de la Rye | | CRE | | | | | | 7                            |
| Hauts-de-France            | Pas-de-Calais           | Lens                            | Keine weiteren Details bekannt | | CRE | | | | | | 4                            |
| Normandie                  | Seine-Maritime          | Les Essarts-Varimpré            | Les Essarts-Varimpré ist heute ein Teil der Gemeinde Callengeville. Über das Lager liegen keine weiteren Informationen vor. | | CRE | | | | | | 1, 3, 4, 5                   |
| Île-de-France              | Seine-Saint-Denis       | Les Lilas                       | Internierungslager Fort de Romainville | | | | X | | | | 3, 4, 5, 8                   |
| Grand-Est                  | Ardennes                | Les Mazures                     | Das sogenannte Judenlager von Mazures bestand von Juli 1942 bis Januar 1944. | | | | | X | | | 4, 5                         |
| Provence-Alpes-Côte d’Azur | Alpes de Haute-Provence | Les Mées                        | Internierungslager Les Mées | | CRE | | | X | | GTE | 3, 4, 5, 7                   |
| Pays-de-La Loire           | Vendée                  | Les Sables-d’Olonne             | Das Internierungslager La Chaume existierte als Sammellager für feindliche Ausländer zwischen September 1939 und Dezember 1939/Januar 1940. Weitere Informationen liegen nicht vor. | | CRE | | | | | | 1, 3, 4, 5, 6                |
| Nouvelle-Aquitaine         | Gironde                 | Libourne                        | Internierungslager Libourne | | CRE | | | | | | 1, 2, 4, 5, 6                |
| Nouvelle-Aquitaine         | Haute-Vienne            | Limoges                         | Verfolgungen und Internierungen in Limoges, 1939–1945 | | CRE | CSS | X | | | | 1, 3, 4, 6, 8                |
| Île-de-France              | Essonne                 | Linas                           | Internierungslager Linas-Montlhéry | | | | | | X | | 1, 3, 4, 8                   |
| Normandie                  | Calvados                | Lisieux                         | Internierungslager Lisieux | | CRE | | | | | CTE | 1, 2, 3, 4, 5, 6, 7          |
| Bourgogne-Franche-Comté    | Côte-d’Or               | Longvic                         | Kriegsgefangenenlager Longvic. Außer, dass es hier den Frontstalag 155 gab, in dem französische Kriegsgefangene interniert waren, ist über dieses Lager nichts bekannt. | | | | | | | | 5                            |
| Auvergne-Rhône-Alpes       | Drôme                   | Loriol-sur-Drôme                | Internierungslager Loriol-sûr-Drôme | | CRE | | X | X | | CTE | 1, 2, 3, 4, 5, 6, 7          |
| Normandie                  | Eure                    | Louviers                        | Internierungslager Louviers | | | | | | X | |                              |
| Grand-Est                  | Moselle                 | Maizières-lès-Metz              | Keine weiteren Details bekannt | | CRE | | | | | | 1, 3, 4, 5                   |
| Centre-Val de Loire        | Cher                    | Lury-sur-Arnon                  | Keine weiteren Details bekannt | | CRE | | | | | | X                            |
| Provence-Alpes-Côte d’Azur | Alpes de Haute-Provence | Manosque                        | Sammellager Manosque | | CRE | | | | | | 1, 3, 4, 5                   |
| Bourgogne-Franche-Comté    | Côte-d’Or               | Marmagne                        | Das Lager bestand vermutlich nur für kurze Zeit; die Internierten seien in die Internierungslager in der Garrigues bei Nîmes und in das Camp des Milles gebracht worden. | | CRE | | | | | | 1, 3, 4, 5                   |
| Centre-Val de Loire        | Loir-et-Cher            | Marolles                        | Lager Villemalard | | CRE | | | | | CTE | 1, 2, 3, 4, 5, 7             |
| Provence-Alpes-Côte d’Azur | Bouches-du-Rhône        | Marseille                       | Internierungslager in Marseille | | | CSS | | | | GTE | 1, 3, 4, 5, 7, 8             |
| Nouvelle-Aquitaine         | Gironde                 | Martignas-sur-Jalle             | Camp de Souge | | | | | | | |                              |
| Pays-de-La Loire           | Vendée                  | Martinet                        | Außer dass in Martinet Ausländer in einer Mühle untergebracht wurden, ist über dieses Lager nichts bekannt. | | CRE | | | | | | 1, 3, 4, 5, 8                |
| Occitanie                  | Gers                    | Masseube                        | Geschichte des Camp de Masseube | X | | | | X | | | 1, 4, 5, 7                   |
| Grand-Est                  | Vosges                  | Mattaincourt                    | Das Lager findet nur als Außenlager von Mirecourt (siehe unten) Erwähnung. Laut FMD soll es von Mai bis November 1940 als „camp d’internement administratif“ bestanden haben. | | | | | | | | 1, 3, 4, 5, 6                |
| Occitanie                  | Haute-Garonne           | Mauzac (Haute-Garonne)          | Internierungslager und Raumfahrtzentrum Mauzac (sieh hierzu auch: Camp de Noé) | | | | | | | | 1, 4, 5                      |
| Nouvelle-Aquitaine         | Dordogne                | Mauzac                          | Camp de Mauzac (Dordogne) | | | | | X | | CTE/ GTE | 2, 4, 5, 7                   |
| Occitanie                  | Ariège                  | Mazères                         | Internierungslager Briqueterie de Mazères | X | CRE | | | | | | 1, 3, 4, 5, 6, 7, 8          |
| Centre-Val de Loire        | Cher                    | Meillant                        | Internierungslager für Fremdarbeiter | | | | | | | GTE | 7                            |
| Occitanie                  | Lozère                  | Mende                           | Camp de Rieucros & Flüchtlingslager La Vernède | X | | | | | X | | 1, 2, 3, 4, 5, 6, 7, 8       |
| Nouvelle-Aquitaine         | Gironde                 | Mérignac                        | Camp de Mérignac (Beaudésert) | X | | CSS | X | X | X | | 1, 3, 4, 6, 8, X, X          |
| Pays-de-La Loire           | Mayenne                 | Meslay-du-Maine                 | Camp de Meslay-du-Maine | | CRE | | | | | CTE | 1, 2, 3, 4, 7, 8             |
| Grand-Est                  | Moselle                 | Metz                            | Sonderlager „Feste Goeben“ im Fort de Queuleu | | CRE | | X | | | | 1, 3, 4, 5, 6, X             |
| Normandie                  | Calvados                | Meuvaines                       | Camp de Beauville | | CRE | | X | | | | 1, 2, 3, 4, 5                |
| Provence-Alpes-Côte d’Azur | Bouches-du-Rhône        | Meyreuil                        | Internierungslager Meyreuil | X | | | | | | CTE/GTE | X                            |
| Bourgogne-Franche-Comté    | Haute-Saône             | Miellin                         | Le champ de la Grange | X | | | | | | |                              |
| Centre-Val de Loire        | Loiret                  | Mignères & Gondreville (Loiret) | Zu diesem in den Quellen meist mit den Namen der beiden benachbarten Orten als Centre Mignères-Gondreville bezeichneten Sammellager liegen keine weiteren Informationen vor. | | CRE | | | | | | 1, 3, 4, 5                   |
| Provence-Alpes-Côte d’Azur | Bouches-du-Rhône        | Miramas                         | Internierungslager Miramas | X | | | | X | | GTE | 4, 7                         |
| Grand-Est                  | Vosges                  | Mirecourt                       | Internierungslager Mirecourt | | CRE | | | | | | 1, 2, 3, 4, 5, 6             |
| Pays-de-La Loire           | Loire-Atlantique        | Moisdon-la-Rivière              | Internierungslager La Forge | X | | | | | X | | 1, 3, 4, 5, 6, 8             |
| Bourgogne-Franche-Comté    | Côte-d’Or               | Moloy                           | Internierungslager Moloy | | | | | | X | | 1, 3, 4, 5, 6, 8             |
| Auvergne-Rhône-Alpes       | Puy de Dôme             | Mons (Puy-de-Dôme)              | Am 1. März 1940 wurden die zuvor in Bourg-Lastic Internierten nach hier verlegt. Im Dezember 1940 wurde das Lager geschlossen. | | CRE | | | | | | 5                            |
| Pays-de-La Loire           | Vendée                  | Monsireigne                     | Internierungslager Monsireigne | | | | | | X | | 1, 3, 4, 5, 6                |
| Centre-Val de Loire        | Loiret                  | Montargis                       | Centre de Rassemblement des Etrangers Montargis | | CRE | | | | | | 1, 3, 4, 5, 6, 7             |
| Occitanie                  | Tarn-et-Garonne         | Montauban                       | Montauban vor und im Zweiten Weltkrieg | X | CRE | | | | | GTE | 1, 3, 4, 5                   |
| Bourgogne-Franche-Comté    | Côte-d’Or               | Montbard                        | Internierungslager für Zivilinternierte ohne Dienstverpflichtung | | CRE | | | | | | 1, 2, 3, 4, 5                |
| Auvergne-Rhône-Alpes       | Puy de Dôme             | Mont-Dore                       | Außer dem AJPN-Hinweis, dass am 27. April 1944 das Hôtel International du Mont-Dore durch den Präfekt in ein Internierungslager verwandelt worden sei, gibt es keine Informationen über dieses Internierungslager. | | CRE | | | | | | 1, 3, 4, 5                   |
| Nouvelle-Aquitaine         | Charente-Maritime       | Montendre                       | Camp des Chaumes | X | CRE | | | | | GTE | 1, 3, 4, 5                   |
| Nouvelle-Aquitaine         | Charente-Maritime       | Montguyon                       | Nach AJPN wurde 1939 in Montguyon ein Sammellager für Flüchtlinge aus dem Spanischen Bürgerkrieg eingerichtet. | X | CRE | | | | | | 1, 3, 4, 5                   |
| Île-de-France              | Essonne                 | Montlhéry                       | Lager für „Nomades“ | | | | | | X | | X                            |
| Pays-de-La Loire           | Maine-et-Loire          | Montreuil-Bellay                | Internierungslager für Nichtsesshafte in Montreuil-Bellay | | | | | | X | | X                            |
| Centre-Val de Loire        | Indre-et-Loire          | Monts                           | Sammel- und Internierungslager Camp de La Lande | | CRE | CSS | | X | | | 1, 3, 4, 5, 6, 8             |
| Pays-de-La Loire           | Mayenne                 | Montsûrs                        | Internierungslager La Chauvinerie. Das Lager in Montsûrs war die Nachfolgeeinrichtung des aufgelösten Lagers in Grez-en-Bouère (siehe oben). | | | | | | X | | 1, 3, 4, 6                   |
| Nouvelle-Aquitaine         | Charente                | Mornac                          | Das Internierungslager Camp de la Braconne wird sowohl Mornac, als auch Brie (siehe oben) zugeordnet. | | | | | | | | 5, 6                         |
| Pays-de-La Loire           | Sarthe                  | Mulsanne                        | Internierungslager Mulsanne | | | | | X | X | | 1, 3, 4, 5, 6                |
| Grand-Est                  | Bas-Rhin                | Natzwiller                      | Das Konzentrationslager Natzweiler-Struthof mit seinen Außenlagern war das einzige Arbeits- und Vernichtungslager auf französischem Boden und in diesem Sinne kein Internierungslager. In Frankreich wurden allerdings auch Internierungslager als Camps de concentration bezeichnet, wobei dieser Begriff eine völlig andere Bedeutung hatte als im Deutschen. Es ging um die aus der Überforderung der Behörden geborene Idee der Konzentrierung der ankommenden Flüchtlinge in Lagern, nicht um deren Vernichtung. | Das Konzentrationslager Natzweiler-Struthof mit seinen Außenlagern war das einzige Arbeits- und Vernichtungslager auf französischem Boden und in diesem Sinne kein Internierungslager. In Frankreich wurden allerdings auch Internierungslager als Camps de concentration bezeichnet, wobei dieser Begriff eine völlig andere Bedeutung hatte als im Deutschen. Es ging um die aus der Überforderung der Behörden geborene Idee der Konzentrierung der ankommenden Flüchtlinge in Lagern, nicht um deren Vernichtung. | Das Konzentrationslager Natzweiler-Struthof mit seinen Außenlagern war das einzige Arbeits- und Vernichtungslager auf französischem Boden und in diesem Sinne kein Internierungslager. In Frankreich wurden allerdings auch Internierungslager als Camps de concentration bezeichnet, wobei dieser Begriff eine völlig andere Bedeutung hatte als im Deutschen. Es ging um die aus der Überforderung der Behörden geborene Idee der Konzentrierung der ankommenden Flüchtlinge in Lagern, nicht um deren Vernichtung. | Das Konzentrationslager Natzweiler-Struthof mit seinen Außenlagern war das einzige Arbeits- und Vernichtungslager auf französischem Boden und in diesem Sinne kein Internierungslager. In Frankreich wurden allerdings auch Internierungslager als Camps de concentration bezeichnet, wobei dieser Begriff eine völlig andere Bedeutung hatte als im Deutschen. Es ging um die aus der Überforderung der Behörden geborene Idee der Konzentrierung der ankommenden Flüchtlinge in Lagern, nicht um deren Vernichtung. | Das Konzentrationslager Natzweiler-Struthof mit seinen Außenlagern war das einzige Arbeits- und Vernichtungslager auf französischem Boden und in diesem Sinne kein Internierungslager. In Frankreich wurden allerdings auch Internierungslager als Camps de concentration bezeichnet, wobei dieser Begriff eine völlig andere Bedeutung hatte als im Deutschen. Es ging um die aus der Überforderung der Behörden geborene Idee der Konzentrierung der ankommenden Flüchtlinge in Lagern, nicht um deren Vernichtung. | Das Konzentrationslager Natzweiler-Struthof mit seinen Außenlagern war das einzige Arbeits- und Vernichtungslager auf französischem Boden und in diesem Sinne kein Internierungslager. In Frankreich wurden allerdings auch Internierungslager als Camps de concentration bezeichnet, wobei dieser Begriff eine völlig andere Bedeutung hatte als im Deutschen. Es ging um die aus der Überforderung der Behörden geborene Idee der Konzentrierung der ankommenden Flüchtlinge in Lagern, nicht um deren Vernichtung. | Das Konzentrationslager Natzweiler-Struthof mit seinen Außenlagern war das einzige Arbeits- und Vernichtungslager auf französischem Boden und in diesem Sinne kein Internierungslager. In Frankreich wurden allerdings auch Internierungslager als Camps de concentration bezeichnet, wobei dieser Begriff eine völlig andere Bedeutung hatte als im Deutschen. Es ging um die aus der Überforderung der Behörden geborene Idee der Konzentrierung der ankommenden Flüchtlinge in Lagern, nicht um deren Vernichtung. | Das Konzentrationslager Natzweiler-Struthof mit seinen Außenlagern war das einzige Arbeits- und Vernichtungslager auf französischem Boden und in diesem Sinne kein Internierungslager. In Frankreich wurden allerdings auch Internierungslager als Camps de concentration bezeichnet, wobei dieser Begriff eine völlig andere Bedeutung hatte als im Deutschen. Es ging um die aus der Überforderung der Behörden geborene Idee der Konzentrierung der ankommenden Flüchtlinge in Lagern, nicht um deren Vernichtung. |                              |
| Grand-Est                  | Vosges                  | Neufchâteau                     | Administratives Internierungslager Neufchâteau und seine zwei Anhänge: Camp d’Harchéchamps und ein Camp in Sionne. | | CRE | | | | | | 1, 2, 3, 6                   |
| Normandie                  | Seine-Maritime          | Neufchâtel-en-Bray              | Keine weiteren Details bekannt | | CRE | | | | | | 1, 3, 4, 5                   |
| Centre-Val de Loire        | Cher                    | Neuvy-sur-Barangeon             | Über das nur bei AJPN erwähnte „Centre Neuvy-sur-Craon“ gibt es keine weiteren Hinweise. | | CRE | | | | | | 5                            |
| Bourgogne-Franche-Comté    | Nièvre                  | Nevers                          | Nevers im Zweiten Weltkrieg | X | CRE | | X | | | | 1, 2, 3, 4, 5, 6, 7          |
| Nouvelle-Aquitaine         | Haute-Vienne            | Nexon                           | Camp de Nexon | | | CSS | X | X | | | 1, 3, 4, 5, 6, 7, 8          |
| Occitanie                  | Gard                    | Nîmes                           | Die Internierungslager in der Garrigues | | CRE | | | | | CTE/GTE | 1, 3, 4, 5, 6, 8             |
| Occitanie                  | Haute-Garonne           | Noé                             | Camp de Noé | | CRE | CSS | | | | | 1, 3, 4, 5, 6, 7, 8          |
| Occitanie                  | Hérault                 | Olargues                        | Centre Tannerie d’Olargues | | CRE | | | | | | 1, 3, 4, 5, 6, 7, 8          |
| Nouvelle-Aquitaine         | Haute-Vienne            | Oradour-sur-Glane               | GTE 643 | X | | | | | | GTE | 5                            |
| Provence-Alpes-Côte d’Azur | Alpes de Haute-Provence | Oraison                         | Camp d’Oraison | | | CSS | | | | | 5, X                         |
| Centre-Val de Loire        | Loiret                  | Orléans                         | Orléans im Zweiten Weltkrieg & Musée-Mémorial des enfants du Vel d’Hiv | | | | | | | | 1, 3, 4, 5, 7, 8             |
| Île-de-France              | Essonne                 | Palaiseau                       | Batterie l’Yvette | | | CSS | | | | |                              |
| Île-de-France              | Paris                   | Paris                           | Als Überblick: Paris im Zweiten Weltkrieg | | | | | | | | 1, 2, 3, 4, 5, 6             |
| Île-de-France              | Paris                   | Paris                           | Stade Olympique Yves-du-Manoir | | CRE | | | | | | 1, 2, 3, 4, 5, 6             |
| Île-de-France              | Paris                   | Paris                           | Vélodrome d’Hiver | | CRE | | | | | | 1, 2, 3, 4, 5, 6             |
| Île-de-France              | Paris                   | Paris                           | Stade Roland Garros | | CRE | | | | | | 1, 2, 3, 4, 5, 6             |
| Île-de-France              | Paris                   | Paris                           | Internierungslager Caserne des Tourelles | X | CRE | CSS | X | X | | | 1, 2, 3, 4, 5, 6             |
| Île-de-France              | Paris                   | Paris                           | Wehrmachtsgefängnis La Santé | | | | X | | | | 1, 2, 3, 4, 5, 6             |
| Grand-Est                  | Haute-Marne             | Peigney                         | Fort de Peigney | | | | | | X | |                              |
| Nouvelle-Aquitaine         | Haute-Vienne            | Pierre-Buffière                 | Pierre-Buffière im Zweiten Weltkrieg. Pierre-Buffière war unter anderem der Nachfolgestandort der zuvor in Bellac (siehe oben) stationierten GTE 313. | | | | | | | GTE 313 | 6                            |
| Centre-Val de Loire        | Loiret                  | Pithiviers                      | Camp de transit de Pithiviers | | | | | | | |                              |
| Hauts-de-France            | Oise                    | Plainval                        | Camp de Plainval | | | | | | | | 1, 3, 4, 5                   |
| Bretagne                   | Côtes d’Armor           | Plénée-Jugon                    | Internierungslager Château de Villeneuve | | | | | | X | | 5                            |
| Nouvelle-Aquitaine         | Vienne                  | Poitiers                        | Internierungslager in Poitiers | X | | CSS | | X | X | | 1, 2, 3, 4, 5, 6, 8          |
| Bretagne                   | Morbihan                | Pontivy                         | Camp de Toulboubou | | | | | | X | | 4, 5                         |
| Bretagne                   | Morbihan                | Port-Louis                      | Die Zitadelle von Port-Louis | | | | X | | | | 4, 5, X                      |
| Occitanie                  | Haute-Garonne           | Portet-sur-Garonne              | Camp du Récébédou | X | | | | X | | X | 1, 3, 4, 5, 6, 7, 8          |
| Occitanie                  | Pyrénées-Orientales     | Prats-de-Mollo-la-Preste        | Internierungslager für spanische Bürgerkriegsflüchtlinge | X | | | | | | | 2, 5, 6, 7                   |
| Nouvelle-Aquitaine         | Deux-Sèvres             | Prin-Deyrançon                  | Das vergessene Durchgangslager | | | | | | | | 5                            |
| Auvergne-Rhône-Alpes       | Ardèche                 | Privas                          | Camp de Chabanet | | | CSS | X | | | | 5, X                         |
| Bretagne                   | Finistère               | Quimper                         | Camp de Lanniron/Frontstalag 135 & Das Nazi-Gefängnis in der École Saint-Charles | | | | X | | | | 5, X                         |
| Occitanie                  | Tarn-et-Garonne         | Réalville                       | Fremdarbeiter in Réalville | X | | | | | | GTE 533 | 6                            |
| Provence-Alpes-Côte d’Azur | Alpes-de Haute-Provence | Reillanne                       | Internierungslager Reillanne | | | CSS | | X | | | 7, X                         |
| Occitanie                  | Gard                    | Remoulins                       | Keine weiteren Details bekannt | | CRE | | | | | | 1, 3, 5                      |
| Bretagne                   | Ille-et-Vilaine         | Rennes                          | Internierungslager in Rennes während des Zweiten Weltkriegs | | | | X | | X | | 1, 2, 3, 4, 5, 8             |
| Occitanie                  | Pyrénées-Orientales     | Rivesaltes                      | Camp de Rivesaltes | X | | CSS | | X | X | | 1, 2, 3, 4, 5, 6, 7, 8       |
| Grand-Est                  | Moselle                 | Rombas                          | Rombas im Zweiten Weltkrieg | | CRE | | | | | | 1, 3, 5                      |
| Hauts-de-France            | Somme                   | Rosières-en-Santerre            | Keine weiteren Details bekannt | | CRE | | | | | | 1, 3, 4, 5                   |
| Normandie                  | Seine-Maritime          | Rouen                           | Rouen vor und während des Zweiten Weltkriegs | | | | | | | CTE 139 | 3, 5, 6                      |
| Nouvelle-Aquitaine         | Vienne                  | Rouillé                         | Internierungslager Camp de Rouillé | | | CSS | X | | | | 1, 3, 4, 6, 8                |
| Auvergne-Rhône-Alpes       | Drôme                   | Roybon                          | Internierungslager für Kommunisten und Gewerkschafter (siehe auch: Vaulnaveys-le-Haut) | | | | X | | | |                              |
| Auvergne-Rhône-Alpes       | Haute-Savoie            | Ruffieux                        | Internierungslager Ruffieux | | | | | X | | GTE 974e | 5, 6                         |
| Occitanie                  | Lozère                  | Saint-Chély-d’Apcher            | GTE-Unterkunft im Stahlwerk. Das Lager war ein Außenlager des Internierungslagers Chanac (siehe oben). | X | | | X | | | GTE 321 |                              |
| Occitanie                  | Pyrénées-Orientales     | Saint-Cyprien                   | Camp de Concentration de Saint-Cyprien | X | CRE | | | | | |                              |
| Bourgogne-Franche-Comté    | Yonne                   | Saint-Denis-lès-Sens            | Internierungslager Saint-Denis-lès-Sens | | CRE | CSS | | | | | 5, 6, 8                      |
| Île-de-France              | Seine-Saint-Denis       | Saint-Denis                     | Caserne des Suisses | | CRE | | | | | | 1, 3, 4, 8                   |
| Pays-de-La Loire           | Mayenne                 | Saint-Fraimbault-de-Prières     | Internierungslager Camp de Guelaintin | | CRE | | | | | | 1, 2, 3, 4, 5, 6             |
| Centre-Val de Loire        | Cher                    | Saint-Germain-des-Bois (Cher)   | G.T.E.-Camp Barantheaume | X | | | | | | GTE 147 (Gruppe 6) | 5, 6                         |
| Nouvelle-Aquitaine         | Haute-Vienne            | Saint-Germain-les-Belles        | Durchgangslager Saint-Germain-les-Belles | | | CSS | | | | |                              |
| Centre-Val de Loire        | Loiret                  | Saint-Jean-de-la-Ruelle         | Internierungslager Saint-Jean | | CRE | | | | | | 4, 7, 8                      |
| Auvergne-Rhône-Alpes       | Loire                   | Saint-Jodard                    | Internierungslager Saint-Jodard | X | CRE | | | | | | 4, 6, 8                      |
| Centre-Val de Loire        | Loir-et-Cher            | Saint-Julien-sur-Cher           | Flüchtlingsunterkunft Saint-Julien | X | | | | | | | X                            |
| Hauts-de-France            | Oise                    | Saint-Just-en-Chaussée          | Zu dem gelegentlich mit Saint-Just in Verbindung gebrachten Camp de Plainval siehe: Plainval | | CRE | | | | | |                              |
| Nouvelle-Aquitaine         | Charente-Maritime       | Saint-Martin-de-Ré              | 1940–1944: Internierungslager Saint-Martin | | | CSS | X | | | | 1, 2, 3, 4, 5, X             |
| Bourgogne-Franche-Comté    | Yonne                   | Saint-Maurice-aux-Riches-Hommes | Internierungslager Saint-Maurice | X | CRE | | | | X | | 4, 6                         |
| Nouvelle-Aquitaine         | Haute-Vienne            | Saint-Paul                      | Camp de Saint-Paul-d’Eyjeaux | | | | X | | | |                              |
| Occitanie                  | Hérault                 | Saint-Pons-de-Thomières         | Saint-Pons im Zweiten Weltkrieg | | CRE | | | | | |                              |
| Auvergne-Rhône-Alpes       | Isère                   | Saint-Savin                     | Camp de Saint-Savin | | CRE | | | | | CTE | 6                            |
| Occitanie                  | Tarn                    | Saint-Sulpice-la-Pointe         | Camp d’internement de Saint-Sulpice | | CRE | | | | | |                              |
| Grand-Est                  | Haute-Marne             | Saints-Geosmes                  | Keine weiteren Details bekannt | | CRE | | | | | | 1, 4, 5                      |
| Nouvelle-Aquitaine         | Lot-et-Garonne          | Sainte-Livrade-sur-Lot          | Das Internierungs- und Flüchtlingslager Camp du Moulin du Lot war im Zusammenhang mit dem Bau der Poudrerie nationale de Sainte-Livrade-sur-Lot entstanden. | | | | | | | CTE/GTE |                              |
| Hauts-de-France            | Pas-de-Calais           | Sallaumines                     | Keine weiteren Details bekannt | | CRE | | | | | | 4, 5                         |
| Nouvelle-Aquitaine         | Dordogne                | Sarlat-la-Canéda                | Keine weiteren Details bekannt | | | | | | | | 5                            |
| Auvergne-Rhône-Alpes       | Haute-Savoie            | Savigny                         | Internierungslager Savigny | X | | | | X | | GTE 514 | 5                            |
| Grand-Est                  | Bas-Rhin                | Schirmeck                       | Sicherungslager Schirmeck-Vorbruck (La Broque) | | | | | | | |                              |
| Occitanie                  | Tarn-et-Garonne         | Septfonds                       | Internierungslager Septfonds | X | CRE | CSS | X | X | | GTE | 1, 2, 3, 4, 5, 6, 7, 8       |
| Nouvelle-Aquitaine         | Haute-Vienne            | Séreilhac                       | Internierungslager Séreilhac | X | | CSS | | X | | GTE | 2, 5, 7                      |
| Occitanie                  | Hérault                 | Sète                            | Sète im Spanischen Bürgerkrieg und Zweiten Weltkrieg | X | | | | | | |                              |
| Provence-Alpes-Côte d’Azur | Var                     | Signes                          | Internierungslager Camp der Chibron | X | | CSS | X | | | GTE 104 | 1, 2, 5, 6                   |
| Grand-Est                  | Vosges                  | Sionne                          | Internierungslager Sionne | | CRE | | | | | | 5, 6                         |
| Provence-Alpes-Côte d’Azur | Alpes de Haute-Provence | Sisteron                        | Das Internierungslager in der Zitadelle | | CRE | CSS | X | | | | 1, 3, 4, 5, 6, 7, 8, X       |
| Nouvelle-Aquitaine         | Gironde                 | Talence                         | Keine weiteren Details bekannt | | CRE | | | | | | 1, X                         |
| Auvergne-Rhône-Alpes       | Haute-Loire             | Tence                           | Internierungslager Tence 1939–1940 | | CRE | | | | | |                              |
| Grand-Est                  | Meurthe-et-Moselle      | Thil                            | KZ-Außenlager Thil | | | | | | | |                              |
| Provence-Alpes-Côte d’Azur | Var                     | Toulon                          | Stadt der wenig erforschten Internierungen und Deportationen | | CRE | | | | | | 7                            |
| Occitanie                  | Haute-Garonne           | Toulouse                        | Toulouse während des Zweiten Weltkriegs | X | | | X | X | | X | 1, 3, 4, 5, 6, 8             |
| Occitanie                  | Haute-Garonne           | Toulouse                        | Toulouse während des Zweiten Weltkriegs | Toulouse war kein klassischer Internierungsort, aber schon unter dem Vichy-Regime das Zentrum der regionalen Internierungslager in seinem Umfeld. Zudem war die Stadt die „Zentrale des spanischen Exils“ und ein Zentrum des Widerstandes gegen das Vichy-Regime und die deutschen Besatzer. | | | | | | | 1, 3, 4, 5, 6, 8             |
| Nouvelle-Aquitaine         | Dordogne                | Trélissac                       | Keine weiteren Details bekannt | | CRE | | | | | | 1, 3, 4, 5                   |
| Grand-Est                  | Aube                    | Troyes                          | Internierungslager Troyes | | CRE | | | X | | | 1, 3, 4, 5, 6, 8             |
| Occitanie                  | Gard                    | Uzès                            | Keine weiteren Details bekannt | | CRE | | | | | | 1, 3, 4, 5                   |
| Auvergne-Rhône-Alpes       | Allier                  | Vallon-en-Sully                 | Internierungslager Château de Frémont | | CRE | | | | | GTE 142 | 1, 3, 4, 6                   |
| Auvergne-Rhône-Alpes       | Ardèche                 | Vals-les-Bains                  | Internierungslager für Repräsentanten der Dritten Französischen Republik | | | | X | | | | 1, 3, 4, 5                   |
| Bourgogne-Franche-Comté    | Nièvre                  | Varennes-Vauzelles              | Château de Vernuche | | CRE | | | | | |                              |
| Bourgogne-Franche-Comté    | Yonne                   | Vaudeurs                        | Internierungslager Vaudeurs | | | | | | X | | 1, 3, 5, 6, X                |
| Auvergne-Rhône-Alpes       | Isère                   | Vaulnaveys-le-Haut              | Die Internierungslager für Kommunisten und Gewerkschafter in den Ortsteilen Prémol und Luitel | | | | X | | | | X                            |
| Provence-Alpes-Côte d’Azur | Vaucluse                | Vedène                          | Keine weiteren Details bekannt | | CRE | | | | | | 4, 6                         |
| Auvergne-Rhône-Alpes       | Rhône                   | Vénissieux                      | Camp de Vénissieux | | CRE | | | | | |                              |
| Centre-Val de Loire        | Loiret                  | Véruches                        | Keine weiteren Details bekannt | | CRE | | | | | | 1, 3, 4                      |
| Bourgogne-Franche-Comté    | Haute-Saône             | Vesoul                          | Frontstalag 141/194Z | | | | | | | | 3, 5                         |
| Auvergne-Rhône-Alpes       | Drôme                   | Vienne                          | Internierungslager Vienne | | CRE | | | | | | 1, 3, 4, 6                   |
| Centre-Val de Loire        | Cher                    | Vierzon                         | Internierungslager Sourioux | | CRE | | | | | | 1, 3, 4, 5                   |
| Auvergne-Rhône-Alpes       | Drôme                   | Vif                             | Internierungslager Vif | | CRE | | | | | | 1, 3, 4, 5, 6                |
| Centre-Val de Loire        | Loir-et-Cher            | Villebarou                      | Camp de Francillon | | CRE | | | | | | 2, 4, 5, 6                   |
| Centre-Val de Loire        | Loir-et-Cher            | Villerbon                       | Internierungslager Villerbon | | CRE | | | | | | 6, 7, X                      |
| Grand-Est                  | Vosges                  | Villers                         | Das Lager findet nur als Außenlager („Annex“) von Mirecourt (siehe oben) Erwähnung. | | CRE | | | | | | 1, 3, 4, 6                   |
| Nouvelle-Aquitaine         | Lot-et-Garonne          | Villeneuve-sur-Lot              | Das Camp de Carrère war im Zusammenhang mit dem Bau der Poudrerie nationale de Sainte-Livrade-sur-Lot entstanden. Ein weiterer Internierungsort war die Haftanstalt Eysses. | | | | X | | | CTE/GTE |                              |
| Auvergne-Rhône-Alpes       | Drôme                   | Viriville                       | Camp de Chambaran | | CRE | | | X | | CTE | 1, 2, 3, 4, 6                |
| Bretagne                   | Ille-et-Vilaine         | Vitré                           | Keine weiteren Details bekannt | | CRE | | | | | | 1, 3, 4                      |
| Grand-Est                  | Vosges                  | Vittel                          | Internierungslager Vittel | | | | | | | |                              |
| Centre-Val de Loire        | Eure-et-Loir            | Voves                           | Gefangenenlager Voves | | | | X | | | |                              |
| Grand-Est                  | Moselle                 | Woippy                          | Camp de Woippy | | | | | | | | 4                            |

## Eine filmische Annäherung an die Internierungspraxis und -lager
Am 1. April 2025 sendete arte den Dokumentarfilm Der Fall Léon K.Ein Schicksal im Zweiten Weltkrieg. Am Beispiel des aus Polen nach Belgien geflüchteten und zwischenzeitlich staatenlosen Léon Kacenelenbogen wird dessen Fluchtgeschichte aus Belgien durch Frankreich und Spanien nach Palästina nachgezeichnet. Nachdem er im Sommer 1942 heimlich die Demarkationslinie zwischen der besetzten und der unbesetzten Zone Frankreichs überqueren konnte, wurde er kurz darauf bei einer Razzia im unbesetzten Teil Frankreichs verhaftet und durchlief im Anschluss daran die Lager Douadic und Nexon, bevor er im September 1942 in das Lager Rivesaltes verlegt wurde. Seiner Überstellung in das Sammellager Drancy entzog er sich durch die Flucht nach Spanien, wo er abermals verhaftet und im Internierungslager von Miranda de Ebro festgehalten wurde. Mit Hilfe des Joint Distribution Committee gelangte er schließlich nach Barcelona und gehörte dort zu den von Perez Leshem ausgewählten Flüchtlingen, die im Januar 1944 auf dem Schiff Nyassa die Reise nach Palästina antreten konnten.
Léon Kacenelenbogen kehrte 1950 aus Israel nach Antwerpen zurück, wo er 2017 im Alter von 96 Jahren verstarb.